# 丙炔草胺
丙炔草胺是一种含氮有机化合物，化学式C
12H
12ClNO，属于氯乙酰苯胺类除草剂。它的相对烷基化活性为1.4（相对于氯乙酸乙酯，0.0143 AU/mol）。